# عبد الهادي الراوي (مخرج)
عبد الهادي عبد الغفور الراوي (1938 - 18 ديسمبر 2024)، هو مخرج سينمائي عراقي أثرى السينما العراقية بأفلام نوعية.
وُلد عام 1938م في مدينة راوة الواقعة بمحافظة الانبار، تخرج عام 1968م بدرجة ماجستير فنون في معهد الدولة للسينما لعموم الاتحاد السوفيتي بعد دراسة دامت لأربع سنوات، وأثناء دراسته حقق في موسكو ثلاثة أعمال سينمائية روائية قصيرة هي «حلم ليلة صيف» و«الإنسان ذو السكاكين» و«قصة عن العنف» كما حقق فيلماً تسجيلياً قصيراً هو «الأطفال والنواعير». بعد عودته للعراق أنجز عبد الهادي الراوي مجموعة أفلام تسجيلية وأخرج عددًا من الأفلام الروائية الطويلة هي: «المنفذون» و«حب في بغداد» كلاهما سنة 1987 و«السيد المدير» سنة 1990 و«افترض نفسك سعيدًا» سنة 1994.

## قائمة أفلامه
قائمة بأعماله التي أجرى لها المونتاج، أو أخرجها، أو شارك في تأليفها:
| السنة | اسم الفيلم       | مشاركة في التأليف | مونتاج | إخراج |
| ----- | ---------------- | ----------------- | ------ | ----- |
| 1987  | حب في بغداد      |                   |        |       |
| 1987  | المنفذون         |                   |        |       |
| 1988  | البيت            |                   |        |       |
| 1990  | السيد المدير     |                   |        |       |
| 1994  | افترض نفسك سعيداً |                   |        |       |

## وفاته
وافته المنية يوم الأربعاء 18 ديسمبر 2024، بعد معاناة مع المرض.